# Jüdischer Friedhof (Olfen)

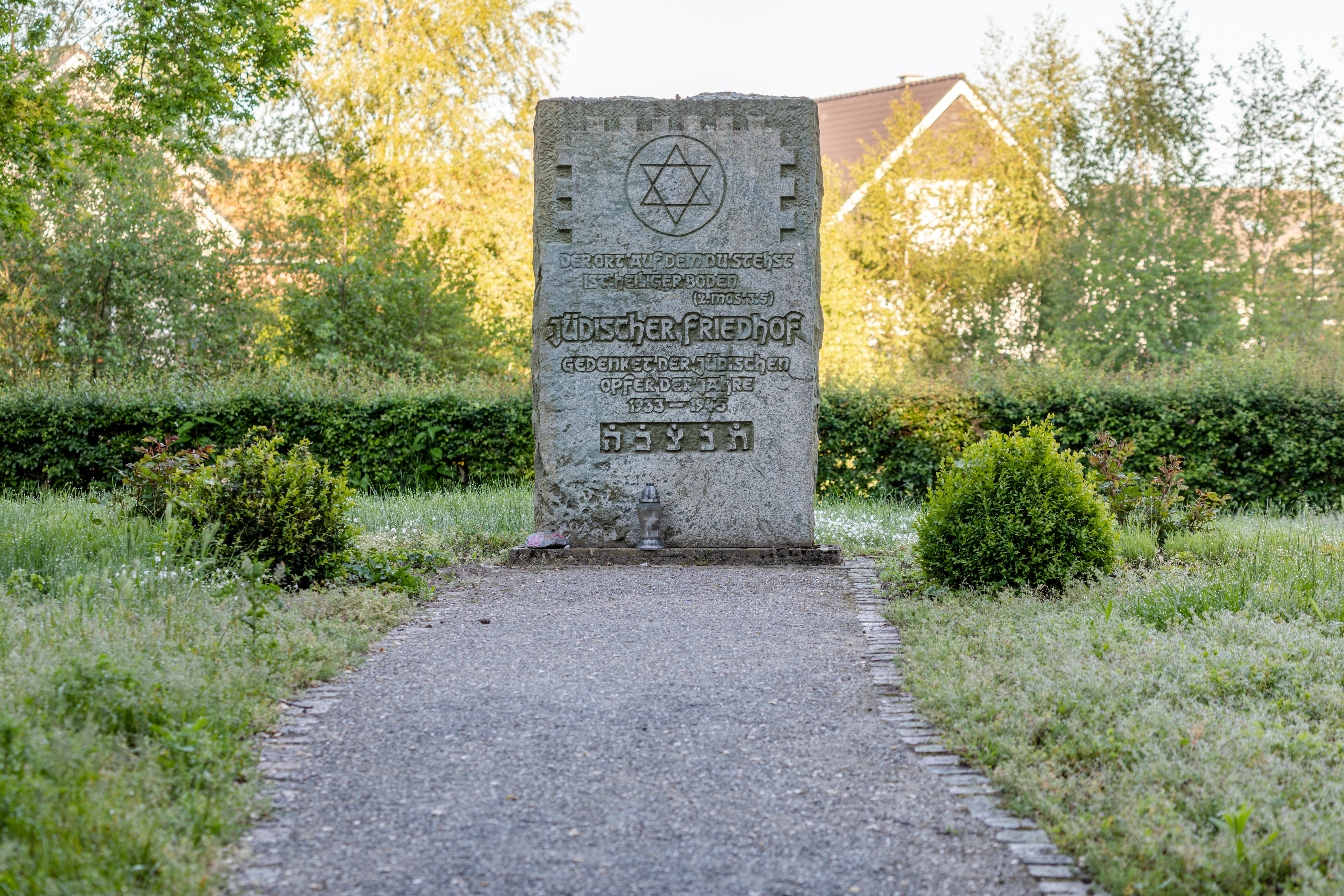
Gedenkstein auf dem jüdischen Friedhof in Olfen (Juni 2021)

Der Jüdische Friedhof Olfen befindet sich im Ortsteil Olfen der Stadt Olfen im Kreis Coesfeld in Nordrhein-Westfalen. Auf dem Friedhof, der vor 1843 bis 1939 belegt wurde, sind keine Grabsteine erhalten.

## Geschichte
Der Friedhof wurde zwischen 1939 und 1943 verkauft und landwirtschaftlich genutzt. Laut Gertrud Althoff sollen nach 1945 noch einige Grabsteine vorhanden gewesen sein. Heute ist der Begräbnisplatz eine Grünfläche. Er wurde 1970 renoviert und ein Gedenkstein errichtet.